# Reyes de San José
Reyes de San José är en ort i Mexiko.   Den ligger i kommunen Romita och delstaten Guanajuato, i den centrala delen av landet, 300 km nordväst om huvudstaden Mexico City. Reyes de San José ligger 1 783 meter över havet och antalet invånare är 205.
Terrängen runt Reyes de San José är en högslätt. Runt Reyes de San José är det ganska tätbefolkat, med 124 invånare per kvadratkilometer. Närmaste större samhälle är Silao, 17,7 km öster om Reyes de San José. Omgivningarna runt Reyes de San José är en mosaik av jordbruksmark och naturlig växtlighet.